# اينساتسكوماندو
 خلال الحرب العالمية الثانية، النازية الألمانية اينساتسكوماندو Einsatzkommandos كانت مجموعة فرعية من خمسة قوات كوماندوز من أينزاتسغروبن التي تعتبر فرق الموت المتنقلة (مصطلح يستخدمه مؤرخو الهولوكوست) - ما يصل لما مجموعه 3000 رجل - تكونت في العادة من 500-1000 موظف من شوتزشتافل وغيستابو، حيث كانت مهمتهم إبادة اليهود والمثقفين البولنديين والغجر والمثليين جنسياً والشيوعيين والمتعاونين مع المفوضية الشعبية للشؤون الداخلية في المناطق التي تم الاستيلاء عليها التي كانت غالبا وراء الجبهة الألمانية المتقدمة.  بعد اندلاع الحرب مع الاتحاد السوفياتي من خلال عملية بارباروسا، بدأ الجيش الأحمر في التراجع بسرعة كبيرة لدرجة أن فرق أينزاتسغروبن الكبيرة كان لا بد من تقسيمها إلى العشرات من قوات الكوماندوز الأصغر (اينساتسكوماندو)، المسؤولة عن قتل اليهود بشكل ممنهج، وغيرهم من السوفيات وراء خطوط الفيرماخت. بعد الحرب، حوكم العديد من ضباط اينساتسكوماندو، في محاكمة اينساتسكوماندو، وأدينوا بارتكاب جرائم حرب وشنقوا.
كمصطلح عسكري، فإن اينساتسكوماندو الألمانية (القيادة التشغيلية) تعادل تقريبًا قوات المهام الإنجليزية وما زالت قيد الاستخدام للإشارة للمنظمات شبه العسكرية الألمانية، مثل SEK و <i id="mwJw">Einsatzkommando</i> Cobra. 

## تنظيماينساتسكوماندو
اينساتسكوماندو((بالألمانية: special-ops units)‏ كانت مجموعات شبه عسكرية تشكلت في الأصل في عام 1938 تحت إشراف راينهارد هايدريش - رئيس الشرطة الأمنية الألمانية، و شرطة الأمن (سيبو). التي كانت تديرها شوتزشتافل (إس إس).  تشكلت أول اينساتسكوماندو للحرب العالمية الثانية خلال غزو بولندا عام 1939. ثم بعد توجيه هتلر-هملر، أعيد تشكيل اينساتسكوماندو تحسبا لغزو الاتحاد السوفياتي عام 1941.  عادة اينساتسكوماندو مرة أخرى تحت سيطرة راينهارد هايدريش كرئيس لمكتب الأمن الرئيسي في الرايخ (RSHA)؛ وبعد اغتياله، تحت سيطرة خليفته، إرنست كالتنبرونر.  
أمر هتلر شوتزشتافل وشرطة الأمن بقمع المقاومة وراء جبهة القتال في فيرماخت. التقى هيدريش مع الجنرال إدوارد فاغنر كممثل عن فيلهلم كيتل. في مناطق العمليات الخلفية، كانت اينساتسكوماندو تعمل لتنسيق الإداري للجيوش الميدانية من أجل تنفيذ المهام التي كلفها بها هايدريش. مهمتهم الرئيسية (أثناء الحرب) وفقًا لرئيس قوات الأمن الخاصة إريك فون ديم باك، في محاكمات نورمبرغ: «كانت إبادة اليهود والغجر والمفوضين السياسيين السوفييت». لقد كانت مكونًا رئيسيًا في تنفيذ «الحل النهائي للقضية اليهودية» (بالألمانية: Die Endlösung der Judenfrage) في المناطق التي تم فتحها. يجب النظر إلى دور وحدات الموت هذه في المحرقة. 
في عملية بارباروسا (يونيو 1941)، تم إنشاء أربعة قوات تحت اينساتسكوماندو في البداية، بلغ عدد كل منها 500-990 رجلًا لتشمل قوة إجمالية قدرها 3000.  تم إرفاق كل وحدة بمجموعة عسكرية: اينساتسكوماندو إيه لـمجموعة الجيوش الشمالية؛ اينساتسكوماندو بي إلى مجموعة الجيوش الوسطى، و اينساتسكوماندو إي إلى مجموعة الجيوش الجنوبية، واينساتسكوماندو دي إلى الجيش الألماني الحادي عشر. تحت قيادة ضباط SD وغيستابو والشرطة الجنائية (كريبو)، ضمت اينساتسكوماندو مجندين من الشرطة النظامية (Orpo) وSD وفافن إس إس، إضافة إلى متطوعين يرتدون الزي الرسمي من قوة الشرطة المحلية المساعدة.  عزز قادة الجيش الألماني قوة اينساتسكوماندو بقواتهم من الجيش النظامي الذين ساعدوا في جمع وقتل اليهود من تلقاء أنفسهم. 

## اينساتسكوماندو فنلندا
رسميا Einsatzkommando der Sicherheitspolizei und des SD beim AOK Norwegen ، Befehlsstelle Finnland ، Einsatzkommando Finnland كانت وحدة شبه عسكرية ألمانية تنشط في شمال فنلندا وشمال النرويج. تعمل تحت قيادة مكتب الأمن الرئيسي لرايخ وشرطة الأمن الفنلندية Valpo، ظلت اينساتسكوماندو فنلندا سرية حتى عام 2008. 

## وحداتاينساتسكوماندوالمخطط لها
- اينساتسكوماندو - 6 - لبريطانيا العظمى برئاسة الدكتور فرانز سكس (إحباط. تم إعادة تعيين ستة أعضاء في وحدة خاصة ليتم تفعيلها بعد الاستيلاء على موسكو).
- Einsatzkommando Ägypten - المخطط لليهود المقيمين في الشرق الأوسط، بما في ذلك فلسطين.